# Guybrush Threepwood
Guybrush Ulysses Threepwood er en fiktiv person, der har hovedrollen i Monkey Island-serien, som er serie af computerspil lavet af LucasArts. Til det tredje og fjerde spil i serien har skuespilleren Dominic Armato lagt stemme til Guybrush. Selvom Guybrush Threepwood ifølge ham selv er en ”mighty pirate” så har der ofte været joket med hans navn. Igennem alle spillene er der enten med vilje eller ved et uheld givet ham uheldige navne som "Gibberish Driftwood", "Nosehair Seepgood" og "Gorbush Threekwood".
Navnet ”Guybrush” stammer fra Deluxe Paint, som var det tegneprogram som grafikerne brugte til at skabe figuren. Da figuren til spillet endnu ikke havde noget navn blev den simpelthen kaldt "Guy" og når man gemte filen med Deluxe Paint blev endelsen gemt som ’.brush’. Det betød af når designer af spillet snakkede om hovedpersonen i spillet blev han tiltalt som "Guybrush". Efternavnet Threepwood blev besluttet ved en afstemning.

## Information
Guybrush alder ikke er nøje defineret i spillene. En samtale i Monkey Island 2: LeChuck's Revenge, får Guybrush næsten indrømmet at han er nitten år gammel, men han får hurtigt ændret det til 21. Den tid, der går mellem hvert spil, er vag. I løbet af det tredje spil, The Curse of Monkey Island, står der på hans SCUMM Actors Guild medlemskab, at han er 20 år gammel.
Guybrush anlægger et fipskæg og et overskæg i andet spil, men barberer det af i tredje og fjerde spil. Guybrush antyder at han tabte sit skæg mellem andet og tredje spil, men kan ikke huske hvad der sket med det. I tredje spil, hvis man forsøger at barbere sig, siger Guybrush at han barberede sig for en uge siden. Hans oprindelige brune hår ændrer sig til blond i de nyere spil. Det samme skete også i spillene Roger Wilco og Devon Aidendale.
I Escape from Monkey Island fortæller Guybrush, at hans mellemnavn er Ulysses.

## Optrædener

### The Secret of Monkey Island
Da Guybrush første gang dukker op i The Secret af Monkey Island er han en kejtet teenager, hvis eneste ambition i livet, er at blive en pirat. Guybrush er en splejset blonde unge mand med minimale mængder af mod, intelligens og karisma og hans eneste rigtige talent er evnen til at holde vejret i ti minutter.
Han starter på Melee Island, hvor han møder og forelsker sig i den smukke guvernør, Elaine Marley. Guybrush er dog ikke den eneste der er interesseret i Elaine, for spøgelsespiraten LeChuck har længe været forelsket i hende, men hun kan ikke gengælde hans følelser. Så hun fortalte ham han kunne "Drop Dead" (oversat: fald død om) så det gjorde han. LeChuck kidnapper Elaine og tager hende med til en grotte på Monkey Island og nu bliver Guybrush nødt til at redde hende. Hvad han dog ikke ved er at Elaine udmærket er i stand til at beskytte sig selv (da hun er tidligere kaptajn for LeChucks besætning). Men det lykkes for Guybrush at dræbe LeChuck og han bliver en frygtindgydende pirat.

### Monkey Island 2: LeChuck's Revenge
I Monkey Island 2: LeChuck's Revenge tager næsten hele spillet udgangspunkt I Guybrush fortæller sin historie om hvad der er sket med ham. LeChuck er tilbage og Voodoo damen fortæller Guybrush at han kun kan blive stoppet af den legendariske skat, Big Whoop. For at finde skatte må han rejse til de øerne Phatt Island og Booty Island for at søge efter de fire stykker af skattekortet. Da Guybrush har samlet kortet, bliver han fanget af LeChuck, men da Guybrush forsøger at stikke af bliver han fanget i en kæmpe eksplosion som sender ham flyvende til Dinky Island. Heldigt nok, er det netop hvor Big Whoop ligger gemt.  
Resten af spillet er meget surrealistisk. LeChuck påstår at han er Guybrushs bror, en parodi til Darth Vader's "I am your father" scene sammen med Luke Skywalker fra The Empire Strikes Back. Efter Guybrush overvinder LeChuck med Voodoo dukken, fjerner han LeChucks maske og ser hans ældre bror "Chuckie". Pludselig er Guybrush og Chuckie tilbage i forlystelsesparken som børn, sammen med deres forældre. Det antydes dog at dette blot er resultatet af en forbandelse LeChuck har kastet over Guybrush.

### The Curse of Monkey Island
Efter en surrealistisk slutning i Monkey Island 2: LeChuck's Revenge, bliver Guybrush Threepwood uforklarligt fundet på havet efter et udefineret eventyr han har været på, og hans flugt fra Big Whoop, hvor han har været fanget i 5 år (hvilket afspejler det virkelige tidsinterval mellem de to spils udgivelser). Han nærmer sig Plunder Island og bliver igen fanget af LeChuck, men hans båd kæntrer og han undslipper.
Herefter genforenes Guybrush med sin store kærlighed, Elaine Marley, og frier officielt til hende med en – uden hans vidende – forbandet ring som han fandt i LeChucks lastrum. Ringen forvandler Elaine til en guld statue. Guybrush må herefter få statuen – som omgående bliver stjålet – tilbage, samt finde en måde at ophæve forbandelsen.
Voodookvinden fra tidligere i serien fortæller Guybrush, at han må rejse til Blood Island for at finde en bestemt anden ring for at kunne ophæve forbandelsen. Her møder Guybrush den legendariske Familien Goodsoup, bliver en del af den og dens døde forfædre, møder igen vegetarkannibalerne og besejrer til slut LeChuck, som i mellemtiden har samlet ofre til sin udøde hær.

### Escape from Monkey Island
Efter en tre måneder lang bryllupsrejse vender Guybrush Threepwood og Elaine Marley-Threepwood tilbagevenden til Mêlée Island. Mens parret var borte er Elaine blev erklæret død som juridisk slutter hendes tid som guvernør. Guvernørens palæ skal rives ned og en slimede politiker ved navn Charles L. Charles ser ud til at ville overtage hendes position. Med intet andet valg begynder Elaine  en desperat kamp for at blive genvalgt mod Charles (der, ikke overraskende, viser sig at være LeChuck i forklædning). Som Guybrush vandrer rundt på Mêlée Island, finder han ud af at de lokale virksomheder er ved at blive overtaget af Ozzie Mandril, en australsk bygherren, der overvinder alle med hans kunst i at fornærme folk u forskellige spil. Guybrush  bliver også temmelig irriteret over, når folk refererer til ham og Elaine som Mr. og Mrs Marley, og ikke som Threepwood.
Guybrush opdager, at Ozzie ønsker at overtage hele Caribien. Ozzie søger en kraftfuld voodoo Talisman kaldet Ultimate Insult (Ultimative fornærmelse), som han vil bruge til at slå alle pirater, så de kan blive gode og produktive medlemmer af samfundet. 
| Spilfigurer | Spire Denne spilfigur-relaterede artikel er en spire som bør udbygges. Du er velkommen til at hjælpe Wikipedia ved at udvide den. |